# Tephrosia dasyphylla
Tephrosia dasyphylla är en ärtväxtart som beskrevs av John Gilbert Baker. Tephrosia dasyphylla ingår i släktet Tephrosia och familjen ärtväxter.

## Underarter
Arten delas in i följande underarter:
- T. d. amplissima
- T. d. butayei
- T. d. dasyphylla
- T. d. youngii